# Aissaouia
Aissaouia (em árabe: العيساوية) é uma comuna localizada na província de Médéa, Argélia. De acordo com o censo de 2008, a população total da cidade era de 3 763 habitantes.